# El inspector general (Mortadelo y Filemón)
El inspector general  es una historieta de Mortadelo y Filemón serializada en 1990 en la revista Mortadelo. Tiene la firma de Francisco Ibáñez pero estudiosos de su obra, como Miguel Fernández Soto, consideran que es una de las varias historietas de ese periodo de factura ajena y "firma-tampón".

## Trayectoria editorial
La historieta aparece firmada en 1989 pero empezó a serializarse en 1990 en la revista Mortadelo números 159 a 164. Poco después fue recopilada en el número nº 387-M.207 de la colección Olé pequeña. En la colección Olé actual aparece repartida entre los números 16, 17 y 19.

## Sinopsis
El inspector general de la T.I.A. quiere comprobar en persona el estado de las dependencias: seguridad, gimnasio, medios técnicos, etc. Mortadelo y Filemón serán los encargados de mostrarle el estado de la organización.